# KkStB 12 sorozat
A KEB I  (Később kkStB 12 sorozat)  egy gyorsvonati szerkocsisgőzmozdony-sorozat volt az Erzsébet császárné vasútnál (Kaiserin Elisabeth-Bahn, KEB).

## Története
A KEB ezt az 54 db 1B tengelyelrendezésű mozdonyt az I. sorozatba osztotta be. A Bécsújhelyi Mozdonygyár (Günther) 1858 17 db-ot, a StEG szintén 1858-ban 24 db-ot és a Sigl Bécs 1858-ban egy db-ot, 1859-ben öt db-ot szállított, valamint a KEB a saját üzemében is épített 1863-ban hat db-ot a mozdonyból. A mozdonyoknak kúpos kéményük volt, és ahogyan akkor szokásos, csupán egy szélfogó lemez „Brille” a mozdonyszemélyzet védelmére. Később vezetőfülke és „gólyafészek” kémény került rájuk.
Az osztrák  cs. kir. Államvasutak (k.k.Staatsbahnen, kkStB) a hozzá került megmaradt 37 mozdonyt a 12 sorozatba osztotta.
A kkStB-hez került mozdonyok a kor szokása szerint neveket is viseltek: WIEN, DONAU, ERLAUF, YBBS, TRAUN, SCHÖNBRUNN, HIETZING, HÜTTELDORF, WEIDLINGAU, REKAWINKEL, NEULENGBACH, BÖHEIMKIRCHEN, POTTENBRUNN, PÖCHLARN, KEMMELBACH, AMSTETTEN, ST. PETER, KLEINMÜNCHEN, WAIDHOFEN, ULMERFELD, WALLSEE, PERSENBEUG, ST. FLORIAN, ST. VEIT, SCHEIBBS, LILIENFELD, WILHELMSBURG, KREMS, HAINBACH, SECHSHAUS, RUSTENDORF, FRANKFURT, NÜRNBERG, LINDHEIM, ROTTERDAM, AMSTERDAM és MERK.
Ennek a hosszúéletű sorozatnak az utolsó példányát 1904-ben selejtezték.

## Fordítás
- Ez a szócikk részben vagy egészben  a   KEB I című német Wikipédia-szócikk fordításán alapul.  Az eredeti cikk szerkesztőit annak laptörténete sorolja fel. Ez a jelzés csupán a megfogalmazás eredetét és a szerzői jogokat jelzi, nem szolgál a cikkben szereplő információk forrásmegjelöléseként.